# Сковеган (Мен)
Сковеган (англ. Skowhegan) — місто (англ. town) в США, в окрузі Сомерсет штату Мен. Населення — 8620 осіб (2020).

## Демографія
Згідно з переписом 2010 року, у місті мешкало 8589 осіб у 3765 домогосподарствах у складі 2258 родин. Було 4234 помешкання
Расовий склад населення:
| - 96,9 % — білих - 0,7 % — азіатів - 0,4 % — корінних американців - 0,4 % — чорних або афроамериканців |

До двох чи більше рас належало 1,5 %. Частка іспаномовних становила 0,5 % від усіх жителів.
За віковим діапазоном населення розподілялося таким чином: 22,1 % — особи молодші 18 років, 60,3 % — особи у віці 18—64 років, 17,6 % — особи у віці 65 років та старші. Медіана віку мешканця становила 42,2 року. На 100 осіб жіночої статі у місті припадало 89,3 чоловіків;  на 100 жінок у віці від 18 років та старших — 85,9 чоловіків також старших 18 років.
Середній дохід на одне домашнє господарство  становив 47 294 долари США (медіана — 32 995), а середній дохід на одну сім'ю — 61 677 доларів (медіана — 52 254). Медіана доходів становила 41 766 доларів для чоловіків та 29 307 доларів для жінок. За межею бідності перебувало 19,8 % осіб, у тому числі 25,6 % дітей у віці до 18 років та 16,8 % осіб у віці 65 років та старших.
Цивільне працевлаштоване населення становило 3576 осіб. Основні галузі зайнятості: освіта, охорона здоров'я та соціальна допомога — 24,0 %, роздрібна торгівля — 20,1 %, виробництво — 9,0 %, будівництво — 7,3 %.